# Isthmiade planifrons
Isthmiade planifrons är en skalbaggsart som beskrevs av Dmytro Zajciw 1972. Isthmiade planifrons ingår i släktet Isthmiade och familjen långhorningar. Inga underarter finns listade i Catalogue of Life.